# Georges Bizimana
Georges Bizimana (ur. 12 marca 1965 w Buraniro) – burundyjski duchowny rzymskokatolicki, od 2020 biskup Ngozi.

## Życiorys
Święcenia kapłańskie przyjął 20 sierpnia 1994 i został inkardynowany do diecezji Ngozi. Był m.in. wychowawcą w niższym seminarium, kanclerzem kurii, a także wykładowcą i rektorem wyższego seminarium w Gitega.
7 grudnia 2013 został mianowany biskupem koadiutorem Bubanzy. Sakry biskupiej udzielił mu 1 marca 2014 bp Gervais Banshimiyubusa.
17 grudnia 2019 otrzymał nominację na biskupa Ngozi, a 25 stycznia 2020 kanonicznie objął urząd.